# Sunliu
Sunliu (kinesiska: 孙六, 孙六乡) är en socken i Kina. Den ligger i provinsen Henan, i den centrala delen av landet, omkring 150 kilometer öster om provinshuvudstaden Zhengzhou.
Genomsnittlig årsnederbörd är 744 millimeter. Den regnigaste månaden är juli, med i genomsnitt 184 mm nederbörd, och den torraste är januari, med 5 mm nederbörd.